# Сухарева, Груня Ефимовна
Груня Ефимовна Сухарева (11 ноября 1891, Киев, Российская империя — 26 апреля 1981, Москва, РСФСР, СССР) — советский психиатр, основоположник детской психиатрии в СССР. Известна первым в научной литературе описанием симптомов детского аутизма (1925). Заслуженный деятель науки РСФСР.

## Биография
Родилась 11 ноября 1891 года в Киеве, в семье барского мещанина Хаима Файтелевича Сухарева (?—1944) и Рахили Иосифовны Сухаревой (?—1954). В 1915 году окончила Киевский женский медицинский институт, после чего в течение двух лет работала врачом эпидемиологического отряда. С 1917 по 1921 годы работала психиатром в Киевской психиатрической больнице. Работала в психоневрологической клинике Института охраны здоровья детей и подростков. В 1921 году переехала в Москву, где организовала санаторные и психоневрологические лечебные учреждения для детей и подростков.
С 1933 по 1935 годы заведует кафедрой психиатрии в Харькове. В 1935 году защитила докторскую диссертацию. В 1935 году создала кафедру детской психиатрии Центрального института усовершенствования врачей и возглавляла её до 1965 года. С 1938 по 1969 годы — заведующая клиникой психозов детского возраста Института психиатрии РСФСР (в клинике работала до 1979 года). Г. Е. Сухарева много лет была научным руководителем психиатрической больницы имени П. П. Кащенко. Являлась членом правления Всесоюзного, Всероссийского и Московского общества невропатологов и психиатров. Была председателем детской секции Московского общества невропатологов и психиатров.
Скончалась 26 апреля 1981 года в Москве. Похоронена на Востряковском кладбище. Приказом Департамента здравоохранения г. Москвы от 26.03.2015 года № 243  с 18.05.2015 имя Г. Е. Сухаревой было присвоено Московскому Научно-практическому центру психического здоровья детей и подростков (бывшая клиника психозов детского возраста). Центр находится по адресу Москва, 5-й Донской пр., 21, является ведущим профильным медицинским учреждением по лечению суицидальных состояний у детей и подростков до 18 лет.

## Семья
Сестра — Мария Ефимовна Сухарева (1897—1991), педиатр-инфекционист, доктор медицинских наук (1946), профессор (1947).

## Научная деятельность

### Вклад в развитие советской психиатрии
В начале XX века детской психиатрии как науки в мире не существовало, а немногочисленные научные работы, посвящённые психозам детского возраста, основывались, главным образом, на казуистических наблюдениях. Однако ценность этих научных работ (де Санктис, Вейгандт, Геллер) состояла в том, что они подтвердили возможность появления и развития психозов даже у детей раннего возраста, дали импульс к систематическому изучению клиники психозов детского возраста. Эти исследования с 1920-х годов были творчески развиты и обогащены молодым советским психиатром Груней Сухаревой.
Г. Е. Сухарева разработала эволюционно-биологическую концепцию психических заболеваний. Изучила влияние фактора возрастной реактивности на клинические проявления при различных психических заболеваниях у детей и подростков. Г. Е. Сухаревой впервые описаны отдельные нозологические формы психических заболеваний в детском и подростковом возрасте. За 20 лет до классических описаний детского аутизма Лео Каннером и Гансом Аспергером описала сходные состояния (изначально используя термин «шизоидная психопатия»).
Г. Е. Сухарева выяснила закономерности динамики шизофрении, влияния на неё остроты начала и темпа развития процесса. Ею были впервые выделены три типа течения шизофрении: непрерывное вялое, в форме приступов и смешанное. Первый тип течения она считает более характерным для детского типа шизофрении, а течение в форме приступов — более типичным для начала шизофрении в подростковом возрасте. Г. Е. Сухаревой установлено, что тип течения шизофрении в большей степени отражает особенности её патогенеза, чем синдромальная форма заболевания. Г. Е. Сухарева установила закономерности взаимосвязи между типом течения и ведущим психопатологическим синдромом, изучена возрастная эволюция проявлений заболевания. Установлено единство основных закономерностей шизофрении у детей и взрослых при наличии значительных возрастных особенностей. Г. Е. Сухарева изучала клиническую картину психозов у олигофренов. Ею предложена оригинальная клинико-патогенетическая классификация олигофрении. Работы Г. Е. Сухаревой по изучению пограничных состояний, олигофрении, психопатии у детей и подростков имеют большое значения для дефектологии. Г. Е. Сухарева создала научную школу детских психиатров (М. Ш. Вроно, В. Н. Мамцева, К. С. Лебединская).

### Основные труды
- Деянов В. Я., Сухарева Г. Е. Психические нарушения при ревматизме у детей и подростков. В кн.: Труды Государственного научно-исследовательского института Минздрава РСФСР. М 1962; 188.
- Сухарева Г.Е Анализ детских фантазий как метод изучения эмоциональной жизни ребёнка. Киев 1921.
- Cухарева Г. Е. Шизоидные психопатии в детском возрасте. В кн.: Вопросы педологии и детской психоневрологии, выпуск 2. М 1925; 157—187.
- G. E. Ssucharewa. Die schizoiden Psychopathien im Kindesalter. Monatsschrift für Psychiatrie und Neurologie 60:235—261, 1926.
- Сухарева Г. Е. К проблеме структуры и динамики детских конституционных психопатий (шизоидные формы). Журнал невропатологии и психиатрии 1930; 6.
- Сухарева Г. Е. Особенности структуры дефекта при различных формах течения шизофрении (на детском и подростковом материале). Невропатология, психиатрия, психогигиена 1935; IV: II: 57-62.
- Сухарева Г. Е. Клиника шизофрении у детей и подростков. Часть I. Харьков: Госмедиздат УССР 1937; 107.
- Сухарева Г. Е. Клиника эпилепсии у детей и подростков. Проблемы теоретической и практической медицины. М 1938; 234—261.
- Сухарева Г. Е. Психогенные типы реакций военного времени. Невропатология и психиатрия 1943; 12: 2: 3-10
- Сухарева Г. Е. Клинические лекции по психиатрии детского возраста. Т. 1. М: Медгиз 1955; 459.
- Сухарева Г. Е. Клинические лекции по психиатрии детского возраста. Т. II, часть 2. М: Медицина 1959; 406.
- Сухарева Г. Е. Лапидес М. И. О работе психоневрологического кабинета для детей и подростков при психоневрологическом диспансере и детской поликлинике. М 1959.
- Сухарева Г. Е., Юсевич Л. С. Психогенные патологические реакции (неврозы). В кн.: Многотомное руководство по педиатрии, т. 8. М 1965.
- Сухарева Г. Е. Клинические лекции по психиатрии детского возраста. Т. 3. М: Медицина 1965; 270.
- Сухарева Г. Е. Роль возрастного фактора в клинике детских психозов. Журнал невропатологии и психиатрии 1970; 70: 10: 1514—1520.
- Сухарева Г. Е. Лекции по психиатрии детского возраста (Избранные главы). М: Медицина 1974; 320.